# Vicente Martín Muñoz

Bischofswappen von Vicente Martín Muñoz

Vicente Martín Muñoz (* 16. September 1969 in La Nava de Santiago, Badajoz) ist ein spanischer römisch-katholischer Geistlicher und Weihbischof in Madrid.

## Leben
Vicente Martín Muñoz studierte Philosophie und Theologie am Priesterseminar des Erzbistums Mérida-Badajoz, für das er am 17. Juni 1995 das Sakrament der Priesterweihe empfing. Nach weiteren Studien erwarb er am Istituto León XIII den Master im Fach Soziallehre der Kirche und am Instituto Superior de Pastoral das Lizenziat in Pastoraltheologie.
Nach der Priesterweihe war er in verschiedenen Gemeinden in der Pfarrseelsorge. Von 2006 bis 2012 war er Diözesanverantwortlicher für die Caritas und von 2013 bis 2016 für das geweihte Leben. Von 2014 bis 2016 lehrte er am Hochschulinstitut für Religionswissenschaft katholische Soziallehre und Sozialpastoral. Ab 2018 war er bischöflicher Beauftragter für die spanische Caritas. Ab 2020 war er Sekretär der Unterkommission für die karitativen und sozialen Aktivitäten der Spanischen Bischofskonferenz.
Papst Franziskus ernannte ihn am 23. April 2024 zum Titularbischof von Valliposita und zum Weihbischof in Madrid. Der Erzbischof von Madrid, José Kardinal Cobo Cano, spendete ihm und dem mit ihm ernannten Weihbischof José Antonio Álvarez Sánchez am 6. Juli desselben Jahres in der Almudena-Kathedrale in Madrid die Bischofsweihe. Mitkonsekratoren waren der Erzbischof von Mérida-Badajoz, José Rodríguez Carballo OFM, und der Madrider Weihbischof Jesús Vidal Chamorro.